# Dolmen de la Gastée
Le dolmen de la Gastée est un dolmen situé à Cabasse, dans le département du Var en France.

## Protection
L'édifice est inscrit au titre des monuments historiques en 1988.

## Architecture

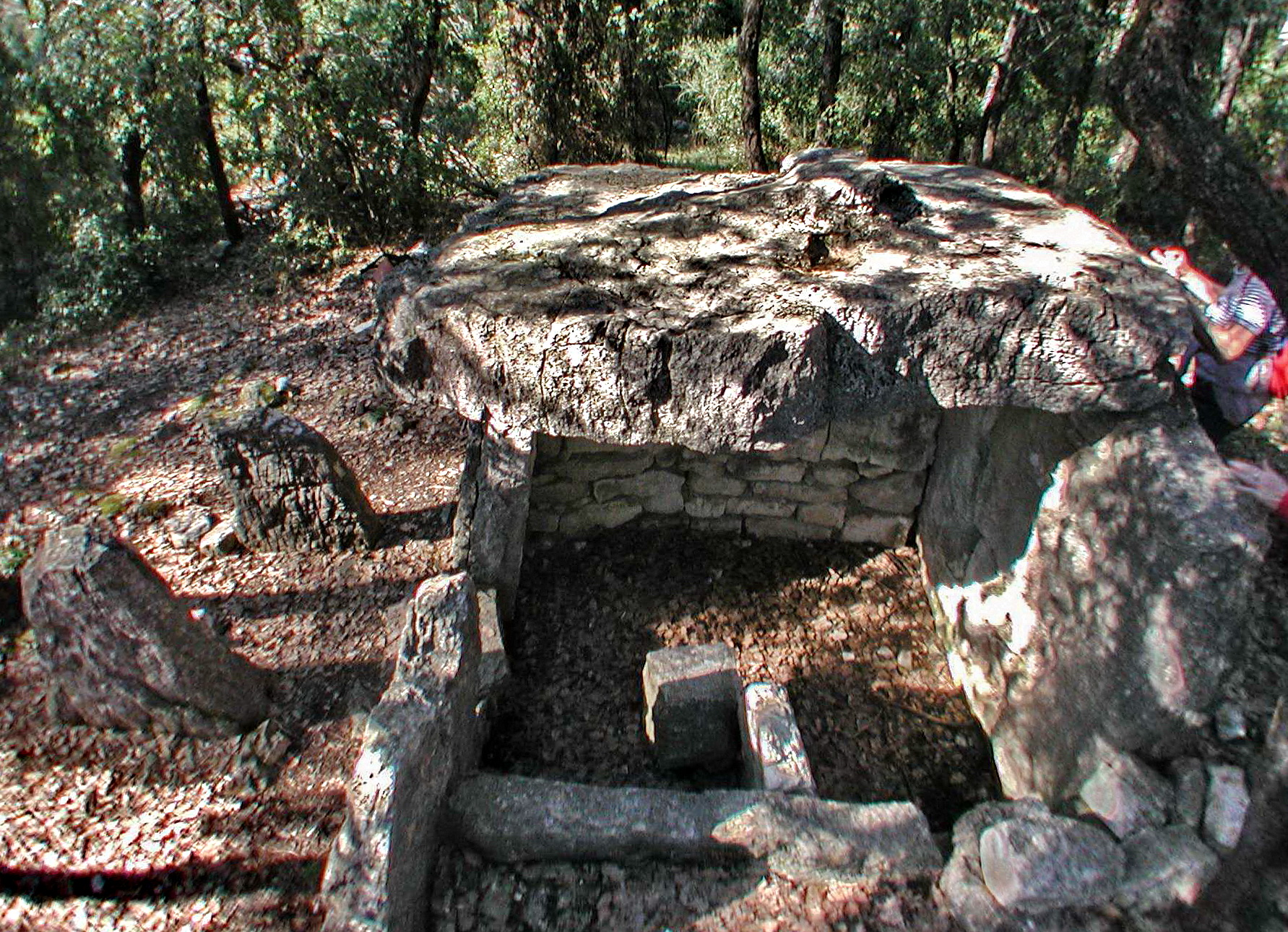
Chambre vue du côté sud

L'édifice est situé au sommet d'une petite colline. Il a été fouillé en 1948 par René Gérard et plus tard par Georges Bérard. Le tumulus, constitué de pierrailles, mesure 16 m de diamètre pour une hauteur comprise entre 1 m et 1,30 m. Quatre orthostates et un muret de pierres sèches délimitent une chambre sépulcrale de forme presque carrée, elle-même séparée en deux parties selon un axe nord-sud par une petite dalle verticale.
Un cercle de 32 cm de diamètre et 5 cm de profondeur a été sculpté par bouchardage sur la partie supérieure du pilier nord de l'entrée. Le couloir, long de 1,60 m est matérialisé par deux orthostates et ouvre à l'ouest.
Toutes les dalles ont été prélevées sur l'affleurement dolomitique situé au sud de l'édifice. À l'issue de la fouille, l'édifice a été partiellement restauré et la table de couverture fut remise en place.

## Ossements et mobilier funéraire
Le dolmen a été fouillé très anciennement, au moins dès l'époque romaine, et plusieurs fois. Seule une bande de la couche de remplissage, large de 0,35 m à 0,40 m pour une épaisseur moyenne de 0,60 m, qui fut protégée par la chute de la table le long de la paroi ouest de la chambre, est demeurée inviolée. Cette partie préservée de la couche archéologique n'a livré que deux perles (une biconique en calcite et une en forme de tonnelet en calcaire) et une pointe de flèche.
Lors des fouilles entreprises par René Gérard 30 kg d'ossements humains en mauvais état avaient été recueillis ainsi que 1 600 dents humaines dont 8 % de dents enfantines, l'ensemble traduisant une utilisation durant une assez longue période.
Le tamisage des déblais laissés par les fouilles clandestines précédentes a permis de recueillir un mobilier funéraire composé de silex (deux pointes de flèches foliacées, un fragment de lamelle), d'éléments de parure (trois pendeloques arciformes en coquillage, une pendeloque en forme de virgule en stéatite, six perles en forme de tonnelet en serpentine verte, deux perles en calcaire blanc, deux valves de pétoncle percées à la charnière) et douze tessons d'une céramique grossière sans décor.
Ce mobilier peut être daté du Chalcolithique.